# Pankrác (stacja metra)
Pankrác – stacja linii C metra praskiego, położona w dzielnicy o tej samej nazwie w rejonie ulicy Na Pankráci.
Otwarta została pod nazwą Mládežnická (Młodzieżowa), obecna została nadana 22 lutego 1990 roku.